# Beach Spikers Virtua Beach Volleyball
Beach Spikers Virtua Beach Volleyball (in der Arcade nur Beach Spikers) ist eine Beachvolleyball-Sportsimulation, die als Arcade-Spiel und für den Nintendo GameCube erschienen ist. Die GameCube-Fassung benötigt drei verfügbare Speicherblöcke.

## Spielaufbau
Das Spiel verfügt über einen Arcade-Modus, einen World-Tour-Modus, als auch über einen Mehrspieler-Modus für bis zu vier Spieler. Für Einsteiger hält das Spiel ebenfalls einen Tutorial-Modus bereit, in dem der Spieler das Gameplay zunächst kennenlernen kann. Neben den üblichen Einstellungen lassen sich in den Optionen die Menüsprache (5 Sprachen) festlegen und diverse Soundtests durchführen. Durch erfolgreiches Beenden des Arcade- sowie des World-Tour-Modus, als auch durch Eingabe von Spielernamen-Cheats lassen sich weitere Gestaltungsoptionen für den World-Tour-Editor freischalten. Dabei enthalten sind u. a. auch Designs bekannter Figuren aus anderen Videospielen.

## Spielprinzip
Insgesamt sind 16 unterschiedliche Frauen-Nationalmannschaften in jedem Modus spielbar. Gesteuert wird die eigene Figur in der Third-Person-Perspektive. Neben den Nationalitäten unterscheiden sich alle Teams ebenso in ihrer Spielstärke. Das Gameplay ist in fünf Aktionen unterteilt, in denen meistens ein Kraftzähler (wird in Form eines Balkens dargestellt) zum Einsatz kommt. Er bestimmt die Performance und erscheint bei den entsprechenden Aktionsmomenten automatisch.

## Arcade-Modus
Der Arcade-Modus wird nach Turnierform abgehalten. Der Spieler wählt eine von 16 Nationalmannschaften. Wahlweise kann auch ein eigenes, erstelltes Team aus dem World-Tour-Modus gewählt werden. Beide Spielerinnen werden von Spieler 1 kontrolliert. Sämtliche Partien (Viertelfinale bis Finale) werden in einem finalen Satz entschieden (bis 15 Punkte, siehe Zählweise). Nach dem Finale spielt man eine weitere Zusatzpartie gegen die Mannschaft, mit der der Spieler den besten Highscore erzielt hat.

## World-Tour-Modus
Der World-Tour-Modus umfasst acht Turniere, die nach derselben Turnierform abgehalten werden, wie im Arcade-Modus (mit Ausnahme der Zusatzpartie). Jedoch übernimmt hier die KI die Kontrolle über die Partnerfigur. Zwischen jedem Turnier kann der eigene Rang eingesehen sowie der Spielstand gespeichert werden. Nach Abschluss einer Saison hat der Spieler die Möglichkeit weitere Saisons zu spielen. Alle acht Turnier-Stages tragen lizenzierte Markenlogos (z. B. Mikasa-Stage, Coca-Cola-Stage).

### World-Tour-Editor
Im World-Tour-Editor hat man zu Beginn die freie Entscheidung bei der Gestaltung (Name, Nationalität, Aussehen) der beiden Spielerinnen. Zu Beginn und im weiteren Verlauf einer World Tour erhält der Spieler Geschicklichkeitspunkte, die dem KI-Partner zugewiesen werden müssen. Sie verbessern dessen sieben Attribute, bis jedes Attribut die maximale Punktzahl erreicht hat. Man startet den World-Tour-Modus zunächst mit einer schwachen Partnerfigur, die im Laufe einer World Tour stärker wird.

### Team-Chemie
In einer Partie kann der Spieler während eines Seitenwechsels seinen KI-Partner – situationsabhängig – entweder aufmuntern oder kritisieren. Die Team-Chemie (wird als Prozentzahl angegeben) der eigenen Spielfigur mit der der Partnerfigur lässt sich mit diesen Aktionen verbessern, bzw. verschlechtern. Es ist auch möglich keine Aktion auszuführen, was ebenfalls Auswirkung auf die Team-Chemie haben kann.

## Tutorial-Modus
Der Tutorial-Modus ermöglicht es neuen Spielern, die einzelnen Spielsituationen zu trainieren. Vor jeder zu trainierenden Aktion kann man anhand eines Beispielvideos einsehen, was genau trainiert werden soll. Für jede der fünf Aktionen im Spiel können bis zu fünf Trainingseinheiten absolviert werden, die in ihrer Schwierigkeit aufsteigend sind.